# Rio Bicudo
Rio Bicudo är ett vattendrag i Brasilien.   Det ligger i delstaten Minas Gerais, i den sydöstra delen av landet, 400 km sydost om huvudstaden Brasília.
Omgivningarna runt Rio Bicudo är huvudsakligen savann. Trakten runt Rio Bicudo är nära nog obefolkad, med mindre än två invånare per kvadratkilometer.